# (17650) 1996 UH5
(17650) 1996 UH5 es un asteroide perteneciente al cinturón de asteroides, descubierto el 29 de octubre de 1996 por el equipo del Beijing Schmidt CCD Asteroid Program desde la Estación Xinglong, Hebei, China.

## Designación y nombre
Designado provisionalmente como 1996 UH5.

## Características orbitales
1996 UH5 está situado a una distancia media del Sol de 2,526 ua, pudiendo alejarse hasta 2,956 ua y acercarse hasta 2,096 ua. Su excentricidad es 0,170 y la inclinación orbital 13,951 grados. Emplea 1466,50 días en completar una órbita alrededor del Sol.

## Características físicas
La magnitud absoluta de 1996 UH5 es 14,22. 